# CIL 4.5296
CIL 4.5296 (ili CLE 950)  je pjesma pronađena ispisana kao grafit na zidu hodnika u Pompejima. Otkrivena 1888., to je jedan od najdužih i najsloženijih sačuvanih tekstova grafita iz grada i možda jedina poznata ljubavna pjesma jedne žene drugoj iz latinskog svijeta. Pjesma ima devet stihova, prekida se u sredini devetog stiha; ispod je napisan jedan red drugom rukom. Nalazi se u zbirci Nacionalnog arheološkog muzeja u Napulju.

## Otkriće
CIL 4.5296 su 1888. otkrili talijanski arheolozi prilikom iskapanja rimskog grada Pompeja, ugreban u zid hodnika kuće šest  insula devet, u području grada. Pjesmu je prvi objavio Antonio Sogliano u izvješću o iskapanju te godine.

## Natpis
Pjesma je ispisana u sedam redaka teksta, urednim rukopisom, s riječima podijeljenim interpunkcijom. Natpis je pažljivo ispisan unutar dekorativno oslikanih rubova zidne ploče. Slijede tri riječi ispisane drugom rukom koje prelaze naslikani rub. Nekoliko drugih kratkih natpisa pronađeno je na istom zidu, ispod CIL 4.5296, većim slovima. 
Natpis je sačuvan na ploči od gipsa dimenzija 74 × 38 cm, zajedno s još četiri grafita. Nalazi se u zbirci Nacionalnog arheološkog muzeja u Napulju.

## Pjesma
| O utinam liceat collo complexa tenere braciola et teneris oscula ferre label(l)is i nunc, ventis tua gaudia, pupula, crede crede mihi levis est natura virorum saepe ego cu(m) media vigilare(m) perdita nocte haec mecum medita(n)s: multos Fortuna quos supstulit alte, hos modo proiectos subito praecipitesque premit. sic Venus ut subito coiunxit corpora amantum dividit lux et se... | Oh, kad bih samo mogla držati tvoje malene ruke omotane oko svog vrata i utisnuti poljupce na tvoje nježne male usne. Idi onda, lutkice, povjeri svoju sreću vjetrovima. Vjeruj mi, priroda muškaraca je promjenjiva. Često bih ležala budna, izgubljena usred noći, Razmišljajući u sebi: mnoge koje je sreća visoko uzdigla, one, iznenada odbačene/napuštene i strmoglavo padaju, ona tada tlači. Tako isto, nakon što se Venera neočekivano pridružila tijelima ljubavnika, danje ih svjetlo dijeli i ... |
| | |

Tekst je jedan od najdužih i najsloženijih dijelova grafita koji su preživjeli iz Pompeja. Pjesmu vjerojatno nije sastavio pisac grafita; čini se da je pisac grafita umjesto toga ispisao pjesmu koje su se nesavršeno sjećali. Iako ispisana u sedam redaka teksta, pjesma je metrički dugačka devet stihova, s nedovršenim posljednjim stihom. Nepoznato je zašto pjesma završava sredinom stiha: možda je autor prekinut ili se nije mogao sjetiti kraja pjesme.

## Metrika
Metrika je donekle nepravilna: tri stiha su ispravni heksametri, a tekst je možda izvorno u potpunosti bio sastavljen od heksametara ili mješavine heksametara i pentametara.
Prvi stih pjesme je ispravan heksametar; stihovi dva i tri mogu se lako ispraviti da se čitaju kao pentametar odnosno heksametar. Ako je pjesma bila sastavljena u elegijskim distisima, četvrti stih bi opet trebao biti pentametar; lakše ju je, međutim, ispraviti tako da se čita kao heksametar, sugerirajući da pjesma izvorno nije bila u redovitim elegijskim dvostihima. Kristina Milnor sugerira da je razlog nepravilnog obrasca onoga što su očito izvorno bili pentametrični i heksametrični redovi to što je CIL 4.5296 cento, sastavljen od stihova iz dvije ili više različitih pjesama spojenih zajedno kako bi se stvorila nova kompozicija. Ovaj oblik kompozicije poznat je iz drugih grafita iz Pompeja: na primjer CIL 4.9847, dvoredni natpis sastavljen od jednog heksametarskog stiha iz Ovidijevih Ljubavi i jednog iz Propercija I.1.

## Tekst
Tekst CIL 4.5296 je relativno jasan, iako postoje određena neslaganja oko tumačenja riječi lat. meditas u šestom stihu. U svojoj prvoj objavi pjesme, Sogliano je dopunio riječ u lat. meditaris, a Kristina Milnor tvrdi da lat. meditas ispravan je kao nedeponentni oblik lat. meditaris. Međutim, Luca Graverini tvrdi da red riječi sugerira da bi glagol u rečenici trebao biti u prvom licu, slažući se s lat. ego ("ja") u petom stihu, ali lat. meditas je u drugom licu; dodatno, lat. vigilarem u petom stihu je u prošlom vremenu, pa bi sljedeći glagol vjerojatno također bio. Alternativno, August Mauov prijedlog lat. meditans je široko prihvaćen od strane znanstvenika, iako to ostavlja rečenicu bez glavnog glagola.

## Tumačenje
Pjesma koja je sačuvana u natpisu u Pompejima napisana je glasom žene (prepoznate ženskim lat. perdita u stihu 5), upućen drugoj ženi (lat. pupula, "moja mala draga", u stihu 3).  Kako se pjesma obično tumači kao ljubavna pjesma, mnogi su znanstvenici pokušali pronaći način tumačenja ili govornika ili voljene kao muškarca, a ne žene. Jednako tako, mnogi su znanstvenici tvrdili da pjesmu niti je sastavila žena autorica, niti je napisala žena: Milnor citira GP Goolda za ono što ona identificira kao tradicionalni pogled na autorstvo pjesme: "sa spoznajom da je grafit ne odražava situaciju iz stvarnog života, nestaje svaka vjerojatnost da ga je sastavila ili upisala djevojka". Graverini, međutim, tvrdi da je "najrazumnija pretpostavka" da je autorica pjesme žena. Ako je natpis ljubavna pjesma koju je jedna žena napisala drugoj, to je jedina takva pjesma za koju se zna da je preživjela iz drevnog latinskog govornog područja.
Prva tri stiha pjesme usredotočena su na voljen i komentiraju njezine pojedinačne dijelove tijela: njezine "male ruke" i "nježne male usne" (lat. braciola et teneris... labellis). Upotreba deminutiva u ovom dijelu podsjeća na Katula, i jedini drugi književni izvor riječi lat. braciolum nalazi se u Katulu 61. Kraj ove rečenice označen je i krajem trećeg stiha i krajem drugog retka natpisa.
Sljedeći dio pjesme je tmurnijeg tona i mijenja svoj fokus na ljubavnika koji leži budan, dobro poznati trop antičke ljubavne poezije, koji se pojavljuje u, na primjer, ponoćnoj pjesmi koja se često pripisuje Sapfo, Ovidijevoj Ljubavi i Ars amatoria, te drugi pompejanski grafiti kao što je CIL 4.2146. Tvrdnja u stihu 4 da je "ljudska priroda nestalna" je inverzija uobičajene teme u ljubavnoj poeziji: gotovo uvijek su žene te koje se osuđuju.  Pjesma se zatim bavi nestalnošću sreće; još jedan uobičajeni trop. Ovo pruža poveznicu sa završnim stihovima pjesme, koji govore o nestabilnosti ljubavi.
Pjesma se često doživljavala kao paraklausitiron – oblik ljubavne pjesme u kojoj ljubavnik oplakuje vrata koja ih dijele od njihove voljene. Frank Olin Copley opisao je 1939. pjesmu kao "u formi paraklausitirona", a mnogi znanstvenici su ga slijedili u ovoj identifikaciji. Graverini to osporava, tvrdeći da sadržaj pjesme ne podupire ovaj zaključak (budući da pjesma ne spominje ništa što bi ljubavnike fizički razdvajalo, niti sadrži molbu da se pusti u posjet voljenoj; dvoje "najosobenijih" značajke" paraklausitirona) a i kontekst natpisa je protiv toga, jer najraniji izvještaji o natpisu opisuju da se nalazi unutar vrata, dok se tumačenje paraklausitirona oslanja na to da je pronađen vani.

## paries quid ama
Osmi redak natpisa, očito napisan drugom rukom, privukao je nekoliko različitih čitanja. U Corpus Inscriptionem Latinarum, transkribirano je kao "AARIIIIS QVID AAM". Matteo Della Corte predlaže da se redak čita "Marius quidam" ("Neki Marius"), kao lažni potpis pjesme. I Sogliano i Franz Bücheler ispisuju "paries quid ama", a Graverini i Milnor prihvaćaju ovo čitanje, sugerirajući da ono potječe iz retka iz Ovidijeve verzije priče o Piramu i Tisbi u njegovim Metamorfozama: "'invide' dicebant 'paries, quid amantibus obstans?'" ("'Ljubomorni zid', rekli su, 'zašto stojiš između ovih ljubavnika?'").